# Chiddes (Nièvre)
Chiddes és un municipi francès, situat al departament del Nièvre i a la regió de Borgonya - Franc Comtat. L'any 2007 tenia 333 habitants.

## Demografia

### Població
El 2007 la població de fet de Chiddes era de 333 persones. Hi havia 152 famílies, de les quals 60 eren unipersonals (24 homes vivint sols i 36 dones vivint soles), 52 parelles sense fills, 36 parelles amb fills i 4 famílies monoparentals amb fills.
La població ha evolucionat segons el següent gràfic:
Habitants censats

### Habitatges
El 2007 hi havia 311 habitatges, 169 eren l'habitatge principal de la família, 117 eren segones residències i 25 estaven desocupats. 296 eren cases i 8 eren apartaments. Dels 169 habitatges principals, 129 estaven ocupats pels seus propietaris, 29 estaven llogats i ocupats pels llogaters i 11 estaven cedits a títol gratuït; 4 tenien una cambra, 17 en tenien dues, 34 en tenien tres, 47 en tenien quatre i 67 en tenien cinc o més. 118 habitatges disposaven pel capbaix d'una plaça de pàrquing. A 102 habitatges hi havia un automòbil i a 55 n'hi havia dos o més.

### Piràmide de població
La piràmide de població per edats i sexe el 2009 era:
| Homes | Edats   | Dones |
| ----- | ------- | ----- |
| 0     | 95 o +  | 0     |
| 0     | 90 a 94 | 16    |
| 4     | 85 a 89 | 0     |
| 0     | 80 a 84 | 12    |
| 20    | 75 a 79 | 20    |
| 8     | 70 a 74 | 20    |
| 24    | 65 a 69 | 20    |
| 4     | 60 a 64 | 16    |
| 4     | 55 a 59 | 8     |
| 16    | 50 a 54 | 12    |
| 24    | 45 a 49 | 0     |
| 12    | 40 a 44 | 12    |
| 16    | 35 a 39 | 24    |
| 4     | 30 a 34 | 0     |
| 4     | 25 a 29 | 0     |
| 4     | 20 a 24 | 4     |
| 20    | 15 a 19 | 8     |
| 0     | 10 a 14 | 24    |
| 4     | 5 a 9   | 4     |
| 4     | 0 a 4   | 0     |

## Economia
El 2007 la població en edat de treballar era de 189 persones, 141 eren actives i 48 eren inactives. De les 141 persones actives 123 estaven ocupades (73 homes i 50 dones) i 18 estaven aturades (8 homes i 10 dones). De les 48 persones inactives 25 estaven jubilades, 10 estaven estudiant i 13 estaven classificades com a «altres inactius».

### Ingressos
El 2009 a Chiddes hi havia 169 unitats fiscals que integraven 339 persones, la mediana anual d'ingressos fiscals per persona era de 14.061 €.

### Activitats econòmiques
Dels 7 establiments que hi havia el 2007, 2 eren d'empreses de fabricació d'altres productes industrials, 2 d'empreses de construcció, 1 d'una empresa de comerç i reparació d'automòbils i 2 d'empreses classificades com a «altres activitats de serveis».
Dels 4 establiments de servei als particulars que hi havia el 2009, 1 era un taller de reparació d'automòbils i de material agrícola, 1 paleta, 1 lampisteria i 1 perruqueria.
L'únic establiment comercial que hi havia el 2009 era una fleca.
L'any 2000 a Chiddes hi havia 25 explotacions agrícoles que ocupaven un total de 1.911 hectàrees.

## Equipaments sanitaris i escolars
El 2009 hi havia una escola elemental integrada dins d'un grup escolar amb les comunes properes formant una escola dispersa.

## Poblacions més properes
El següent diagrama mostra les poblacions més properes.